# Doutrina Compendiosa
Doutrina Compendiosa (em catalão: Doctrina Compendiosa) é uma obra de temática política e social atribuída a Francisco Eiximenis e escrita em catalão em Valência entre finais do século XIV e inícios do XV. O padre capuchinho Martí de Barcelona a editou em 1929.

## Conteúdo e estrutura
O livro tém a forma de diálogo, onde um grupo de cidadãos de Valência faz uma série de perguntas a um franciscano sobre temas sociais e políticos, e inclusive de moral e religião. O frade estrutura o diálogo em duas partes. A primeira, de vinte capítulos, é melhor descrita como de caráter moral. A segunda, de outros vinte capítulos, é de temas práticos, sobretudo de caráter social e político. E acaba com uma conclusão final.

## Argumentos contra a autoria eiximeniana
Diversos estudos, não obstante, de Jaume Riera Sans e Curt Wittlin tem determinado que Eiximenis não foi o autor deste livro. 
Os argumentos principais seriam os seguintes:
- Eiximenis não escreveu nenhuma outra obra em forma dialogada.
- Seis dos nove manuscritos conservados não têm o nome do autor.
- O autor desta obra não se remete a outras obras de Eiximenis, como ele mesmo costumava fazer nas suas obras.
- Tem relativamente poucas citações bíblicas e dos Pedres e Doutores da Igreja.
- A maneira de citar em latim nesta obra é totalmente diferente ao resto das obras eiximenianas.

## Possível autor
Curt Wittlin sugere que o autor desta obra poderia ser Raimundo Soler, jurista, cidadão importante da cidade de Valência e muito amigo de Francisco Eiximenis em vida. Seria esta obra assim uma espécie de recordatório das doutrinas eiximenianas, já que este livro tem muitos paralelismos com o pensamento sociopolítico eiximeniano e com as obras onde mais trata desta temática, como o Regiment de la cosa pública. Além disso, Wittlin tem encontrado muita influência das obras do jurista medieval Albertano de Bréscia,. Isto apoiaria a teoria de que o autor era um jurista, como Raimundo Soler.